# Şollar
Şollar è un comune dell'Azerbaigian situato nel distretto di Xaçmaz. Conta una popolazione di 1 433 abitanti.